# Ultraljubičasta astronomija
Ultraljubičasta astronomija je dio astronomije, koja promatra nebeska tijela u području ultraljubičastog zračenja. Da pronađu najtoplije zvijezde - 50 puta toplije od Sunca - astronomi moraju iskoristiti ultraljubičasto zračenje. Zvijezda toplija od 10 000 ºC najsjajnija je na ultraljubičastim valnim duljinama. Takvim se zračenjem također pronalaze objekti sakriveni u vrućim, neprozirnim oblacima između zvijezda. Međutim, ozon u zemljinoj atmosferi jako otežava promatranja u tom dijelu spektra. Ozonski sloj štiti nas od Sunčevog ultraljubičastog zračenja - i mi se opravdano brinemo zbog ozonskih rupa - ali on astronome sprječava u promatranju ultraljubičastog zračenja iz svemira.
Ultraljubičasto zračenje ima kraće valne duljine od vidljive svjetlosti, a proteže se od ljubičastog kraja vidljivog spektra (390 nanometara) do početka rendgenskog područja (10 nanometara). Valne duljine između 10 i 91 nm nazivamo ekstremno ultraljubičasto. Ultraljubičasti teleskopi moraju letjeti iznad Zemljine atmosfere, jer atomi kisika i dušika u gornjim slojevima atmosfere zaustavljaju kraće ultraljubičaste valne duljine, dok ozonski sloj na visini između 10 i 50 km zaustavlja preostale valne duljine. Većina ultraljubičastih teleskopa nalazi se na satelitima kojima se daljinski upravlja sa Zemlje. Prvi je lansiran 1972., Copernicus (engl. Orbiting Astronomical Observatory - OAO). Ultraljubičasti opservatorij Astro, nalazio se u Space Shuttleu, a njime upravljaju astronauti. On se raketoplaneom vraća na Zemlju, a između letova može se dograditi.
Mnogi atomi u svemiru vrlo učinkovito upijaju ultraljubičasto zračenje. Vodik, najčešći element u svemiru, krajnje ultraljubičaste valne duljine upija tako dobro da djeluje poput magle koja skriva veći dio udaljenog svemira.